# Nunataki Gordienko
Nunataki Gordienko är en nunatak i Antarktis. Den ligger i Östantarktis. Argentina och Storbritannien gör anspråk på området. Toppen på Nunataki Gordienko är 1 174 meter över havet.
Terrängen runt Nunataki Gordienko är lite kuperad, och sluttar norrut. Trakten är obefolkad. Det finns inga samhällen i närheten.